# Штефан Вишневський
Ште́фан Ве́рнер Вишне́вський (нім. Stefan Werner Wisniewski; нар. 8 квітня 1953, Клостеррайхенбах, Фройденштадта, Баден-Вюртемберг, Федеративна Республіка Німеччина) — західнонімецький терорист польського походження, член ліворадикальної терористичної організації «Фракція Червоної Армії» (RAF).

## Життєпис

### Раннє життя
Народився 8 квітня 1953 року у сім'ї овдовілої біженки Гізели зі Східної Пруссії та колишьного польського примусвого робітника Станіслава Вишневського з Кутно, вивезеного в Німеччину під час Другої світової війни, що відмовився повертатися до Польщі через встановлений там комуністичний режим.
Навчався на електрика в Баїрсбронні, проте маючи проблеми з навчанням, покинув спеціальність і був змушений протягом 1969—1970 років перебувати в інтернаті, з якого тікав сім разів протягом року. У той самий час майбутні члени RAF, Ульріка Майнгоф і Гудрун Енслін, брали участь в протесах проти таких установ.
Після звільнення з установи Вишневський переїхав до Гамбурга, де почав працювати механіком на судні. За його словами, під час свого перебування в рейсах він оцінив становище країн «третього світу», що вплинуло на його світогляд.

### Терористична діяльність
У Гамбурзі Вишневський долучився до лівих активістів, разом з якими протестував проти затримання членів RAF, брав участь у сквотингах та протестах проти консервативного видавництва Springer. Після смерті Гольгера Майнса, члена «Фракції Червоної армії», що помер внаслідок голодовки у 1974 році, Вишневський приєднався до терористів.
У 1974 році брав участь у захопленні гамбурзького офісу Amnesty International, а через рік — у захопленні заручників в посольстві Федеративної Республіки Німеччина у Стокгольмі, метою якого було змусити звільнити з ув'язнення 26 членів RAF.
Влітку 1976 року перебував у тренувальному таборі Народного фронту визволення Палестини в Південному Ємені.
У серпні 1977 року брав участь у пограбуванні банку в Ессені, щоб профінансувати викрадення викрадення і убивство Ганса Мартіна Шлеєра, президента профспілки роботодавців Німеччини та колишнього офіцера СС, що відбулося восени того ж року. Під час викрадення Вишневський був не лише у складі групи, що викрала Шлеєра, але й тим, хто віддавав накази на місці розстрілу. Вважається, що саме Вишневський, що мав прізвисько «Лють» (нім. Die Furie), перебував на посаді водія і спочатку вивіз Шлеєра з місця злочину, а потім переправив його з Кельна до Брюсселя в Бельгії в багажнику автомобіля.
За кілька тижнів Шлеєр був убитий дорогою у Францію після того, як ключові члени RAF покінчили життя самогубством у в'язниці Штаммгайм. За словами Петера-Юргена Боока, Шлеєра застрелили Рольф Гайслер і Штефан Вишневський.

### Арешт і ув'язнення
11 травня 1978 року Вишневський був заарештований в аеропорту Орлі в Парижі та екстрадований до Західної Німеччини. Після арешту він від самого початку поводився агресивно. Під час допиту він напав на поліцейського, перестрибнувши через два столи і був нейтралізований охоронцем. За це Вишневський був засуджений до восьми місяців ув'язнення. 28 березня 1979 року Вишневський спробував втекти з в'язниці, заволодівши ножем і ножицями, які використав для нападу на охоронця, якого він зв'язав, заткнув рот кляпом, і замкнув у камері. Втеча не вдалася, оскільки на виході його затримав інший охоронець. Одразу під час повернення до камери Вишневський напав на начальника в'язниці з шкарпеткою, наповненою батарейками.
Під час судового процесу, що тривав кілька місяців, Вишневський оголосовив про голодування, але проходив процедури примусового годування.
4 грудня 1981 року Вищий земельний суд Дюссельдорфа засудив його до двох довічних ув'язнень за убивство, викрадення і вимагання, поєднані із захопленням заручників, здирництвом і членством у терористичній організації. 1 березня 1999 року, після 18 років перебування в ув'язненні, Вишневського було звільнено умовно-достроково і він покинув в'язницю в Емскірхені.
У 2007 році в репортажі ARD, присвяченому 30-й річниці викрадення Шлеєра, Петер-Юрген Боок свідчив, що за переказами відомо, що Вишневський застрелив Шлеєра разом з Рольфом Гайслером. Тривалий час німецька прокуратура припускала, що до убивства причетний Рольф Клеменс Вагнер та Вишневський, але до сьогодні жоден з членів RAF, безпосередньо причетних до убивства Шлеєра, не дав свідчень про реальний перебіг подій або про вивезеня заручника з Брюсселя через бельгійсько-французький кордон.
У тому ж році 21 квітня Der Spiegel у своєму інтернет-виданні повідомив, що колишня членкиня RAF Верена Беккер вже називала Вишневського убивцею генерального прокурора Німеччини Зігфріда Бубака на початку 1980-х років, що згодом також підтверджував Боок.